# Opatija Sankt Gallen
Opatija Sankt Gallen (nemško: Abtei St. Gallen) je razpuščena opatija (747–1805) v katoliškem verskem kompleksu v mestu St. Gallen v Švici. Karolinški samostan obstaja od leta 719, ki je postal neodvisna kneževina med 9. in 13. stoletjem in je bil dolga stoletja eden glavnih benediktinskih samostanov v Evropi. Ustanovil ga je sveti Otmar na kraju, kjer je sveti Gal živel svoje puščavniško življenje. Samostanska knjižnica je ena najstarejših samostanskih knjižnic na svetu. Mesto St. Gallen je nastalo kot naselje ob samostanu. Po sekularizaciji okoli leta 1800 je nekdanja samostanska cerkev leta 1848 postala stolnica. Od leta 1983 je samostanski kompleks na Unescovem seznamu svetovne dediščine.

## Opati in nune
Med leti 719 in 1805 je bilo skupno 73 vladajočih opatov (vključno s šestimi proti opati). Celotno zbirko življenjepisov opatov je objavil Henggeler (1929). Tabelo imen opatov skupaj z njihovimi grbi je leta 1778 natisnil opat Jakob Anton Hiltensperger.
Sveta Wiborada (umrla 926) je bila prva ženska, ki jo je Katoliška cerkev formalno kanonizirala.

## Zgodovina

### Ustanovitev
Okoli leta 612 je sveti Gal, po izročilu irski menih in učenec ter spremljevalec svetega Kolumbana, na tem mestu postavil puščavnico, ki naj bi postala samostan. V svoji celici je živel do svoje smrti leta 646 in bil tam pokopan v Arbonu.Potem so ga ljudje častili kot svetnika in molili pri njegovem grobu za njegovo priprošnjo v nevarnih časih.
Po Galovi smrti je Karel Martel imenoval Otmarja za skrbnika relikvij sv. Gala. Za ustanovitev samostana je navedenih več različnih datumov, med njimi 719, 720, 747 in sredina 8. stoletja. V času vladavine Pipina Malega je v 8. stoletju Ohmar ustanovil samostan Sankt Gallen v karolinškem slogu, kjer so cveteli umetnost, pisanje in znanost. Samostan je hitro rasel in številni alemanski plemiči so postali menihi. Na koncu vladavine opata Otmarja Professbuch omenja 53 imen. Meniha samostana, Magnus von Füssen in Theodor, sta ustanovila samostana v Kemptenu in Füssenu v Allgäu. S povečanjem števila menihov se je samostan okrepil tudi gospodarsko. Veliko zemljišč v Thurgau, Zürichgau in v preostali Alemaniji, vse do Neckarja, je bilo zaradi darovanja (Stiftungen) preneseno na samostan. Pod opatom Waldom iz Reichenaua (740–814) so se lotili kopiranja rokopisov in zbrali znamenito knjižnico. Številni anglosaški in irski menihi so prišli kopirati rokopise. Na prošnjo Karla Velikega je papež Hadrijan I. poslal iz Rima ugledne pevce, ki so propagirali uporabo gregorijanskega korala. Leta 744 alemanski plemič Beata opatiji proda več nepremičnin, da bi financiral pot v Rim.

### Zlata doba
V naslednjem stoletju je Sankt Gallen prišel v konflikt z bližnjo škofijo v Konstanci, ki je pred kratkim pridobila jurisdikcijo nad samostanom Reichenau ob Bodenskem jezeru. Šele ko je cesar Ludvik Pobožni (vladal 814–840) leta 813 potrdil cesarsko neposrednost (Reichsunmittelbarkeit) samostanu, se je ta spor ustavil. Samostan je postal cesarski (Reichsabtei). Kralj Ludvik Nemški je leta 833 potrdil imuniteto samostanu in menihom omogočil prosto izbiro svojega opata. Leta 854 je Sankt Gallen popolno avtonomijo dosegel s kraljem Ludvikom Nemškim, ki ga je oprostil obveznosti plačevanja desetine škofu iz Konstance.
Od tega časa do 10. stoletja je samostan cvetel. V njem je živelo več znanih učenjakov, med njimi Notger iz Liègea, Notger Stammerer, Notger Labeo, Tuotilo in Hartker (ki je za samostan razvil antifonične liturgične knjige). V 9. stoletju je bila zgrajena nova, večja cerkev in razširjena knjižnica. Samostan je kupil rokopise o najrazličnejših temah in naredil kopije. Iz tega časa je ohranjeno več kot 400 rokopisov, ki so še danes v knjižnici.

### Srebrna doba
Med letoma 924 in 933 so opatiji grozili Madžari, knjige pa je bilo zaradi varnosti treba odnesti v Reichenau. Vse knjige niso bile vrnjene.
26. aprila 937 je izbruhnil požar in uničil večino samostana in sosednjega naselja, čeprav je bila knjižnica nepoškodovana. Približno leta 954 so samostan in zgradbe začeli varovati z obzidjem. Okoli leta 971/974 je opat Notker (o katerem skoraj nič ni znano; nečak Notker II. Physicus) dokončal obzidje in sosednja naselja so začela postajati mesto St. Gallen. Leta 1006 je bil samostan najsevernejše mesto, kjer je bilo zabeleženo opazovanje supernove 1006.
Smrt opata Ulricha II. 9. decembra 1076 je končala kulturno srebrno dobo opatije.

### Pod knezo-opatom
Leta 1207 kralj Filip Švabski opata Ulricha von Sax imenuje za kneza (Reichsfürst ali preprosto Fürst) Svetega rimskega cesarstva. Samostan je postal knežja opatija (Reichsabtei). Ko se je samostan bolj vključil v lokalno politiko, je začel propadati. Mesto St. Gallen se je postopoma osvobodilo vladavine opata in pridobilo cesarsko neposrednost ter je bilo konec 15. stoletja priznano kot svobodno cesarsko mesto. Približno leta 1353 so cehi, ki jih je vodil ceh tkalcev blaga, dobili nadzor nad civilno vlado. Leta 1415 je mesto odkupilo prostost od nemškega kralja Sigismunda. V 14. stoletju so humanisti  smeli prenesti nekatera redka besedila iz samostanske knjižnice.
V poznem 14. in začetku 15. stoletja so kmetje opatovih osebnih posesti (znanih kot Appenzell, v latinskem jeziku: abbatis cella, kar pomeni 'celica (tj. posestvo) opata') začeli iskati neodvisnost. Leta 1401 je izbruhnila prva vojna v Appenzelu in po zmagi Appenzela pri Stossu leta 1405 so postali leta 1411 zavezniki Švicarske konfederacije. Med vojnami v Appenzelu je mesto St. Gallen pogosto stopilo na stran Appenzela proti opatiji. Torej, ko se je Appenzell zavezal s Švicarji, je mesto St. Gallen sledilo nekaj mesecev kasneje. Opat je postal zaveznik več članov Švicarske konfederacije (Zürich, Luzern, Schwyz in Glarus) leta 1451. Appenzell in St. Gallen postala polnopravna člana Švicarske konfederacije leta 1454. Nato pa je leta 1457 mesto St. Gallen uradno osvobojeno od opata. 
Leta 1468 je opat Ulrich Rösch od predstavnikov svojih grofov kupil grofijo Toggenburg, potem ko je družina leta 1436 izumrla. Leta 1487 je zgradil samostan v Rorschachu na Bodenskem jezeru, kamor se je nameraval preseliti. Vendar je naletel na močan odpor meščanov St. Gallena, drugih klerikalcev in plemstva Appenzella v dolini Rena, ki so bili zaskrbljeni zaradi svojih posesti. Mesto St. Gallen je želelo omejiti povečanje moči v opatiji in hkrati povečati moč mesta. Župan St. Gallena Ulrich Varnbüler je vzpostavil stik s kmeti in prebivalci Appenzela (pod vodstvom fanatičnega Hermanna Schwendinerja), so iskali priložnost, da oslabijo opata. Sprva je protestiral proti opatu in predstavnikom štirih sponzorskih kantonov (Zürich, Luzern, Schwyz in Glarus) proti gradnji novega samostana v Rorschachu. Potem so 28. julija 1489 oborožene enote iz St. Gallena in Appenzella uničile stavbe, ki so že bile v gradnji. Ko se je opat pritožil nad odškodninami in zahteval popolno odškodnino, je Varnbüler odgovoril z nasprotno tožbo in v sodelovanju s Schwendinerjem zavrnil arbitražna prizadevanja nestrankarskih konfederatov. Duhovnike od Wila do Rorschacha je motiviral, naj zavržejo svojo zvestobo samostanu, na okrajni seji v Waldkirchu, kjer je bila ustanovljena priljubljena liga, pa je govoril proti njemu. Bil je prepričan, da štirje kantoni sponzorji ne bodo posredovali s silo zaradi prevladujočih napetosti med Konfederacijo in Švabsko ligo. V svoji odločnosti ga je okrepilo dejstvo, da so ga prebivalci St. Gallena leta 1490 znova izvolili za najvišjega sodnika.

#### Družabnik Švicarske konfederacije
Vendar so se v začetku leta 1490 štirje kantoni odločili, da bodo izpolnili svojo dolžnost do opatije in z oboroženo silo napadli kanton St. Gallen. Prebivalci Appenzela in lokalni duhovniki so se podredili tej sili brez omembe vrednega odpora, medtem ko se je mesto St. Gallen pripravljalo na boj do konca. Ko pa so izvedeli, da so njihovi rojaki boj opustili, so izgubili zaupanje; končni rezultat je bil, da so sklenili mirovni pakt, ki je močno omejeval mestne pristojnosti in ga obremenjeval z resnimi kaznimi in plačili odškodnin. Varnbüler in Schwendiner sta pobegnila na dvor kralja Maksimilijana in izgubila vse svoje premoženje v St. Gallenu in Appenzellu. Toda opatovo zanašanje na Švicarje, ki so ga podpirali, je njegovo pozicijo zmanjšalo skoraj na položaj 'predmetnega okrožja'.
Mesto je reformacijo sprejelo leta 1524, medtem ko je opatija ostala katoliška, kar je poslabšalo odnose med njo in mestom. Tako opat kot predstavnik mesta sta bila v švicarski Tagsatzung ali Diet sprejeta kot najbližja sodelavca Konfederacije.
V 16. stoletju so samostan napadle kalvinistične skupine, ki so raztresle številne stare knjige. Leta 1530 je opat Diethelm začel obnovo, ki je ustavila upadanje in privedla do širitve šol in knjižnice.
Pod opatom Pijem (1630–74) je bila ustanovljena tiskarna. Leta 1712 so med špansko vojno v Toggenburgu, imenovano tudi druga vojna v Villmergnu, samostan St. Gallen oropali Švicarji. Večino knjig in rokopisov so odnesli v Zürich in Bern. Zaradi varnosti je bila opatija prisiljena zahtevati zaščito meščanov. Do leta 1457 so bili meščani podložniki opatije, vendar so postali močnejši, dokler je niso zaščitili.

#### Konec knezo-opata
Po nemirih je bila opatija še vedno največja verska mestna država v Švici z več kot 77.000 prebivalci. Končni poskus razširitve samostana je povzročilo rušenje večine srednjeveških stavb. Nove strukture, vključno s stolnico arhitekta Petra Thumba (1681–1766) , so bile zasnovane v poznobaročnem slogu in zgrajene med letoma 1755 in 1768. Velik in okrašen nov samostan ni ostal prav dolgo samostan. Leta 1798 je bila knezo-opatova sekularna oblast zatrta in samostan sekulariziran. Menihi so bili pregnani in preseljeni v druge samostane. Leta 1846 je samostanska cerkev postala ločena stolnica z delom samostanskih stavb za škofa.

## Kulturni zakladi
Samostanska knjižnica Sankt Gallen je priznana kot ena najbogatejših srednjeveških knjižnic na svetu. V njej je ena najobsežnejših zbirk zgodnjesrednjeveških knjig v nemško govorečem delu Evrope. Od leta 2005 knjižnico sestavlja več kot 160.000 enot, od tega 2100 ročno napisanih. Skoraj polovica rokopisnih knjig je iz srednjega veka, 400 pa je starejših od 1000 let. V zadnjem času je Stiftsbibliothek začela projekt digitalizacije neprecenljive zbirke rokopisov, ki (december 2009) vsebuje 355  dokumentov, ki so na voljo na spletni strani Codices Electronici Sangallenses.
Notranjost knjižnice je izvrstno izvedena v rokoko slogu z izrezljanim poliranim lesom, štukaturo in barvo, s katero dosežemo celoten učinek. Zasnoval jo je arhitekt Peter Thumb in je odprta za javnost. Poleg tega prireja razstave, koncerte in druge prireditve.
Eden bolj zanimivih dokumentov v knjižnici je kopija Priscianove Institutiones grammaticae, ki vsebuje pesem Is acher in gaíth in-nocht ..., napisano v staroirskem jeziku.
Knjižnica hrani tudi edinstven dokument iz 9. stoletja, znan kot Načrt St. Gallna, edina ohranjena večja arhitekturna risba iz približno 700-letnega obdobja med padcem Zahodnega rimskega imperija in 13. stoletjem. Narisani načrt dejansko ni bil nikoli zgrajen in je bil tako poimenovan, ker je bil shranjen v znameniti srednjeveški samostanski knjižnici, kjer je še danes. Načrt je bil ideal tega, kar bi moral imeti dobro zasnovan in dobro oskrbljen samostan, kot je predvidevala ena od sinod v Aachnu za reformo meništva v Frankovskem cesarstvu v zgodnjih letih cesarja Ludvika Pobožnega (med letoma 814 in 817).
Risba sv. Pavla iz poznega 9. stoletja, ki je predaval vznemirjeni množici Judov in poganov, del kopije Pavlovih poslanic, ki je nastala v samostanu in jo še vedno hrani, je bila vključena v srednjeveško risarsko predstavo v Metropolitanskem muzeju umetnosti v New Yorku poleti 2009. Ocenjevalec je ugotovil, da je umetnik »imel poseben talent za upodabljanje las, ... s svetnikovo brado, ki se je končala z zvitimi kapljicami črnila«. 
Ssnkt Gallen je znan po svoji zgodnji uporabi nevme, osnovnega elementa zahodnih in vzhodnih sistemov notnega zapisa pred izumom petvrstičnega zapisa osebja. Najstarejši ohranjeni rokopisi so iz 9. ali 10. stoletja.
Leta 1983 je bil samostan Sankt Gallen vpisan na Unescov seznam svetovne dediščine kot »odličen primer velikega karolinškega samostana«.